# Tri spoznanja Drekca Pekca in Pukca Smukca
Tri spoznanja Drekca Pekca in Pukca Smukca je peta in zadnja knjiga iz zbirke. Govori predvsem o tem, kako lahko vsakega zajame zlata mrzlica in da je življenje minljivo.

## O avtorju
Dim Zupan se je rodil 19.2.1946 v Ljubljani, kjer živi in ustvarja, ima status samostojnega kulturnega delavca. Napisal je že več kot 20 knjig, večina izmed njih sodi v mladinsko in otroško književnost. Poleg sveže tematike ga odlikuje kar se da izviren pripovedni slog ter poseben odnos do otrok in mladine. Po njegovem so otroci majhni odrasli, ki jim sicer manjkajo izkušnje, vendar meni, da so sposobni dojemati zapletene strani življenja. 
Zupan je dokončal študija prava, a ima od leta 1992 status svobodnega kulturnega delavca – pisatelja.  Že njegov oče, Vitomil Zupan, je bil znan pisatelj. Ko je začel pisati, je sodeloval z Manco Košir, kateri je dal prebrati delo Prvi dan Drekca Pekca in Pukca Smukca.  Le ta je bila nad delom navdušena.  Ko je dopolnil delo, je knjigo Trije dnevi Drekca Pekca in Pukca Smukca izdala Mladinska knjiga. 
Knjigi Trnovska mafija in Trnovska mafija drugič sta izšli leta 1992 in 1997, obe sta posvečeni hčerki Maji.  Nastala je tudi tretja knjiga, Trnovska mafija – v tretje gre rado (2003).
Zadnjo skupino Zupanovega ustvarjanja tvorijo štiri knjige kratkih zgodb: Maščevanje strašne juhice (1997), Maja že ve (2002), Najboljša flinta je dobra finta (2002) in Osica Maja (2004).

## Interpretacija besedila
Prvo poglavje se imenuje Prvo spoznanje. V njem izvemo, da sta se morala Drekec Pekec in Pukec Smukec posloviti od svojega Prijatelja. Postal je prestar in preslaboten, da bi še lahko kosil travo na Dolgem travniku. Tako sta odšla fanta domov objokanih lic in s spoznanjem, da vse mine. Obenem pa sta v šoli postala slavna, saj sta višjemu razredu pomagala, kako lahko ukanijo zoprnega učitelja fizike, ki je nekomu storil krivico.
V drugem poglavju, ki ima naslov Drugo spoznanje – nič ni večno, fanta izvesta, kako je ime njunemu Prijatelju in da je sedaj v domu upokojencev. To je bila dobra novica, saj ga bosta lahko obiskala. V tem delu tudi Drekec Pekec zamudi en dan v šoli, ker je pomagal svoji novi prijateljici Ajdi. 
V tretjem poglavju, ki se imenuje Tretje spoznanje – vse je zvezdni prah, mama Drekca pekca izve, da je manjkal v šoli ter da je dal učiteljici ponarejeno opravičilo. Tukaj ga mama preseneti, saj učiteljici ne pove resnice, da ga je napisal sin in s tem mu reši kožo. V tem poglavju se otroci odpravijo v šolo v naravi, kjer uživajo zimske radosti, čeprav kateri izmed njih ne uživa ravno najbolj.
Ko se vrnejo domov, fanta ugotovita, da Prijateljeve barake ni več. Hitro sta stekla v dom upokojencev, da bi se o tem z njim pogovorila. Tam pa izvesta, da jima je prijatelj umrl.
Zgodba se nadaljuje z zlato mrzlico Tineta in Tevža, ki ju je popolnoma ločila od ostalih prijateljev. Opravila sta se na grad, kjer sta ugotovila, da obstaja možnost, da najdeta zaklad. Tam sta našla glineno posodo, polno kovancev. Vendar pa je bila vse skupaj le prevara Drekca Pekca in Pukca Smukca. Na koncu so znova vsi dobri prijatelji in njihove dogodivščine se nadaljujejo.

## Analiza besedila
Otroci preživljajo zimske dni na Becirku, vmes pa se tudi odpravijo v šolo v naravi v Gorje. Pri njihovih prigodah se jim pridruži še Ajda, ki se je z mamo na novo preselila v njihovo sosesko. Vsi so jo lepo sprejeli, Drekec Pekec pa je do nje čutil prav posebno vez. V tej knjigi so zelo pomembna spoznanja, otroci namreč spoznajo da nič ni večno in da bodo tudi oni enkrat stari in bodo odšli s tega sveta tako kot je v tej knjigi Prijatelj.

## Mladinska dela Dima Zupana
- Osica Maja
- Onkraj srebrne mavrice
- Trnovska mafija
- Trnovska mafija drugič
- Najboljša flinta je dobra finta
- Maja že ve
- Hektor in ribja usoda
- Tolovajevo leto
- Trije dnevi Drekca Pekca in Pukca Smukca
- Tri noči Drekca Pekca in Pukca Smukca
- Tri skrivnosti Drekca Pekca in Pukca Smukca
- Tri zvezdice Drekca Pekca in Pukca Smukca
- Deklica za ogledalom